# Déshellénisation

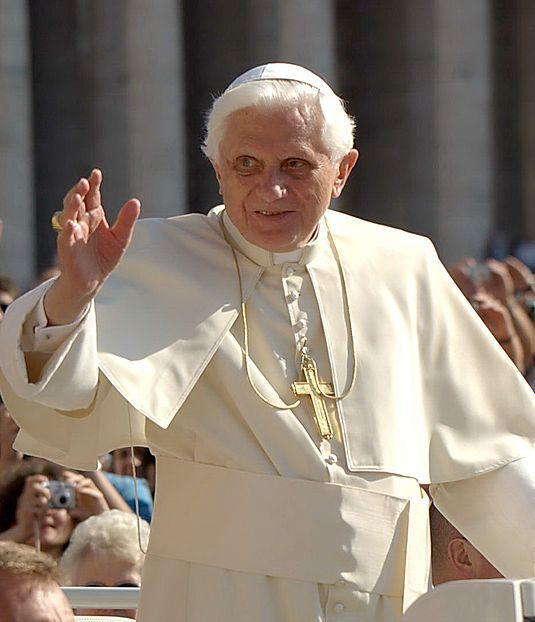
Le pape Benoît XVI

La déshellénisation renvoie à une désillusion vis-à-vis des formes de la philosophie grecque qui a émergé à l'époque hellénistique, et en particulier à un rejet de l'usage de la raison. Le terme a été utilisé pour la première fois en 2006 par le pape Benoît XVI dans un discours « La foi, la raison et l'université: souvenirs et réflexions », pour désigner les tentatives de séparer le christianisme de la pensée philosophique grecque. Par la suite, le terme a figuré en bonne place dans le livre de Robert R. Reilly The Closing of the Muslim Mind: How Intellectual Suicide Created the Modern Islamist Crisis, pour désigner ce que Reilly a qualifié de « religion du divorce de l'islam de la raison et de la rationalité ». L'étendue et l'importance de la déshellénisation dans les traditions religieuses chrétiennes et islamiques continuent d'être largement contestées.

## Hellénisation
La période hellénistique commence avec la mort d'Alexandre le Grand en 323 av. J.-C. et se termine avec l'émergence de l'Empire romain. Dans le but de définir la déshellénisation, la période hellénistique est connue pour l'émergence d'un certain nombre de théories philosophiques, notamment le péripatétisme, l'épicurisme, le pyrrhonisme, le scepticisme académique, le cynisme et le stoïcisme, entre autres. Un élément sous-jacent commun à toutes ces écoles de pensée est l'accent mis sur la rationalité humaine et la capacité de raisonner. 

### Du christianisme
Le pape Benoît XVI soutient que plusieurs idées clés de la pensée chrétienne révèlent l'hellénisation du christianisme: 
1. Selon le Pape, la vision de saint Paul de l'homme macédonien le suppliant de se rendre en Macédoine pour aider son peuple préfigure spécifiquement le mariage nécessaire de la pensée biblique et grecque.
2. Pour démontrer la fusion de la pensée grecque et biblique, le Pape se réfère au premier verset de l'évangile de Jean: « Au commencement était le mot ». Ici, Word  traduit le mot grec logos (λόγος), signifiant non seulement « mot »  mais aussi « raison », de sorte que le verset peut être paraphrasé comme « au début il y avait une raison »[4].
3. Le Pape souligne également le concept de volontarisme, proposé par le bienheureux franciscain John Duns Scot et développé par des érudits ultérieurs en partant du principe que nous ne pouvons connaître Dieu que par une décision volontaire de le faire[5].

Bien que les disciples de Jésus aient été réticents à succomber aux tentatives des dirigeants hellénistiques de les forcer dans l'idolâtrie et les coutumes grecques, le pape fait valoir qu'ils ont néanmoins été en mesure d'extraire l'élément le plus enrichissant de la pensée hellénistique, à savoir que l'homme a non seulement la capacité mais aussi l'obligation de penser rationnellement. 

### De l'islam
La conquête de la Perse et de certaines parties de l'Asie centrale par Alexandre le Grand en 330 av. J.-C. s'est accompagnée d'une large diffusion de la culture et de la pensée grecques au-delà de la région méditerranéenne. Bien que la Perse ait finalement été récupérée par les Perses, l'influence hellénistique a continué dans la région. 
Selon Reilly, la plus grande partie de la fusion de la philosophie islamique et grecque s'est produite entre 660 et 750 apr. J.-C. lorsque la dynastie omeyyade est venue à posséder des territoires sassanides (persans) et byzantins qui étaient fortement peuplés par les gréco-chrétiens et contenaient de nombreux centres d'apprentissage hellénistiques. Initialement attirés par la pensée grecque à des fins médicinales et mathématiques, de nombreux musulmans ont commencé à explorer d'autres aspects de l'hellénisme, en particulier la philosophie. 

## Les causes de la déshellénisation

### Dans l'islam
Selon Reilly, la principale cause de la déshellénisation de l'islam a été la montée de la secte ash'arite et le déclin de la secte Mu'tazila aux IXe et Xe siècles. Les Mu'tazalites ont adopté la croyance que l'homme doit être libre, car sans liberté, il ne pourrait pas connaître la justice de Dieu. Par conséquent, l'homme était libre et obligé d'interpréter des textes sacrés dans le contexte de son temps. La prémisse mu'tazalite selon laquelle le Coran a été créé implique qu'il est soumis à la raison, en contradiction avec la croyance orthodoxe que le Coran est éternel. 
Les Mu'tazalites ont produit la première école de pensée islamique d'inspiration grecque, défendant l'idée de la raison et de la morale rationnelle. Les Ash'arites ont évolué en tant que groupe en opposition directe avec les Mu'tazalites. Les Ash'arites se sont opposés aux Mu'tazalites à plusieurs niveaux. Ils ont soutenu que le Coran était coéternel avec Allah, le rendant inaltérable et ininterprétable par l'homme. Alors que les Mu'tazalites soutenaient que Dieu était raisonnablement tenu de récompenser et de punir comme il l'avait promis, les Ash'arites soutenaient que Dieu n'était pas tenu de faire quoi que ce soit, car de telles exigences devaient nécessairement le limiter. Les Ash'arites ont insisté pour que toute incohérence apparente dans le Coran ne soit pas remise en question. En revanche, les Mu'tazalites croyaient que l'analyse de ces incohérences est conforme à la nécessité de l'homme de raisonner: puisque Dieu n'est pas intuitif ou physique, nous devons raisonner à son existence. 
Sous le règne du calife Ja'afar al-Mutawakkil (847–861), l'adoption de la doctrine des Mu'tazalites est devenue un crime passible de la peine de mort. La plupart des œuvres mu'tazalites ont été détruites et les libraires ont été invités à ne vendre aucune de leurs œuvres. Au XIIe siècle, l'influence mu'tazalite avait été presque entièrement éradiquée de la société islamique. Cette suppression de la pensée rationaliste et l'élévation de l'orthodoxie ont marqué la déshellénisation générale de la société islamique. 

### Dans le christianisme
Le pape Benoît XVI propose qu'une déshellénisation du christianisme soit issue de trois sources différentes. La première étape de la déshellénisation chrétienne peut être attribuée à la Réforme au XVIe siècle. Les réformateurs pensaient que la foi était devenue un simple élément de la philosophie abstraite et que la religion devait revenir à l'idée de la sola scriptura (écritures uniquement). 
La deuxième étape s'est produite aux XIXe et XXe siècles en raison de la théologie d'Adolf von Harnack. Harnack a préconisé de se concentrer sur la vie simple de Jésus-Christ, et son message humanitaire en particulier. Selon Harnack, la théologie et la croyance en un être divin étaient une histoire scientifique complètement distincte de la raison moderne de l'aide humanitaire. 
La dernière étape, qui se produit actuellement au XXIe siècle, est le produit du pluralisme culturel moderne. Le pluralisme culturel encourage d'autres cultures à simplement retourner à la simplicité du Nouveau Testament et à la refuser avec leur propre culture. Le Pape affirme qu'une telle méthode ne peut pas fonctionner parce que le Nouveau Testament « a été écrit en grec et porte l'empreinte de l'esprit grec ». 

## Manifestations de déshellénisation dans l'Islam
Reilly affirme qu'au moins 80% des musulmans sunnites ont adopté l'école de pensée ash'arite. L'importance actuelle de cette école dans toute la Oumma (communauté musulmane mondiale), selon Reilly, se manifeste dans les écrits des principaux dirigeants islamistes du siècle dernier. Les étapes importantes de Sayyid Qutb, par exemple, ont été un document tellement impératif que son autorité se rapproche de celle d'un hadith. Un divorce d'avec la raison ou la capacité de rationaliser peut être mis en évidence par les extraits suivants :
« Mais si nous devons marcher sur les traces de la première génération de musulmans, à travers laquelle Dieu a établi son système et lui a donné la victoire sur Jahiliyyah, alors nous ne serons pas maîtres de notre propre volonté ». 
« La base du message est qu'il faut accepter la charia sans aucune question et rejeter toutes les autres lois sous quelque forme que ce soit. C'est l'islam. Il n'y a pas d'autre sens de l'Islam ». 
« La question peut être posée: « Le bien de l'humanité n'est-il pas le critère de résolution des problèmes réels? » Mais encore une fois, nous poserons la question à laquelle l'Islam se pose lui-même et à laquelle il répond; c'est-à-dire, « Savez-vous mieux, ou Dieu? » et, « Dieu sait, et vous ne savez pas ». 
Reilly accepte que tous les musulmans qui s'alignent avec l'école Mu'tazalite n'ont pas été déshellénisés et peuvent valoriser et utiliser la raison humaine de la même manière que tout autre individu. 

### Pertinence
Au sein de la communauté musulmane, cela présente la difficulté d'entraver l'innovation. Parce que chaque occurrence dans la vie est un acte intentionnel de la volonté d'Allah, les principes scientifiques ou mathématiques généraux tardent à être acceptés, voire pas du tout, par beaucoup. 
Par exemple, lorsqu'une balle tombe et tombe au sol, X fois de suite, la société occidentale accepte un principe de gravité. La société musulmane rejette ce principe car ils croient que chaque fois que la balle tombe (peu importe combien de fois) c'est un produit de la volonté directe d'Allah. Si Allah le souhaite, à la fois suivante, la balle ira de côté ou se transformera en un objet étranger. Reilly soupçonne que le manque d'innovation scientifique et technologique au Moyen-Orient découle directement de cette perspective. 
Sur le plan politique, Reilly propose que les États-Unis ne puissent pas résoudre les problèmes du monde arabe par des moyens politiques ou économiques car ce ne sont pas des problèmes politiques et économiques; ils sont au fond théologiques. Jusqu'à ce que la religion de l'Islam réadopte la raison, Reilly accepte qu'il sera impossible de les traiter sur le plan diplomatique. 
Griffel (2011) dans sa revue décrit le livre comme « la littérature de guerre » et « une réfutation catholique de la théologie musulmane ash'arite », se plaignant que Reilly construit une équation indue entre l'Ash'arisme et le djihadisme contemporain, alors que la plupart des djihadistes suivent en fait le Salafisme et sont hostiles à l'ash'arisme. 

## Sources
- Reilly, Robert: La fermeture de l'esprit musulman : comment le suicide intellectuel a créé la crise islamique moderne . Wilmington, DE: Intercollegiate Studies Institute, 2010. p.
- Histoire de la Grèce antique. Histoire de la Grèce: hellénistique. http://www.ancient-greece.org/history/helleninstic.html, consulté le 10 avril 2013.
- Ratzinger, « Faith, Reason, and the University: Memories and Reflections » [speech], Aula Magna of the University of Regensburg, 12 septembre 2006 (consulté le 5 janvier 2016)
- Qutb, Sayyid. Jalons .
- Malik, Brigadier SK Concept coranique de guerre .